# Ziauddin Sardar

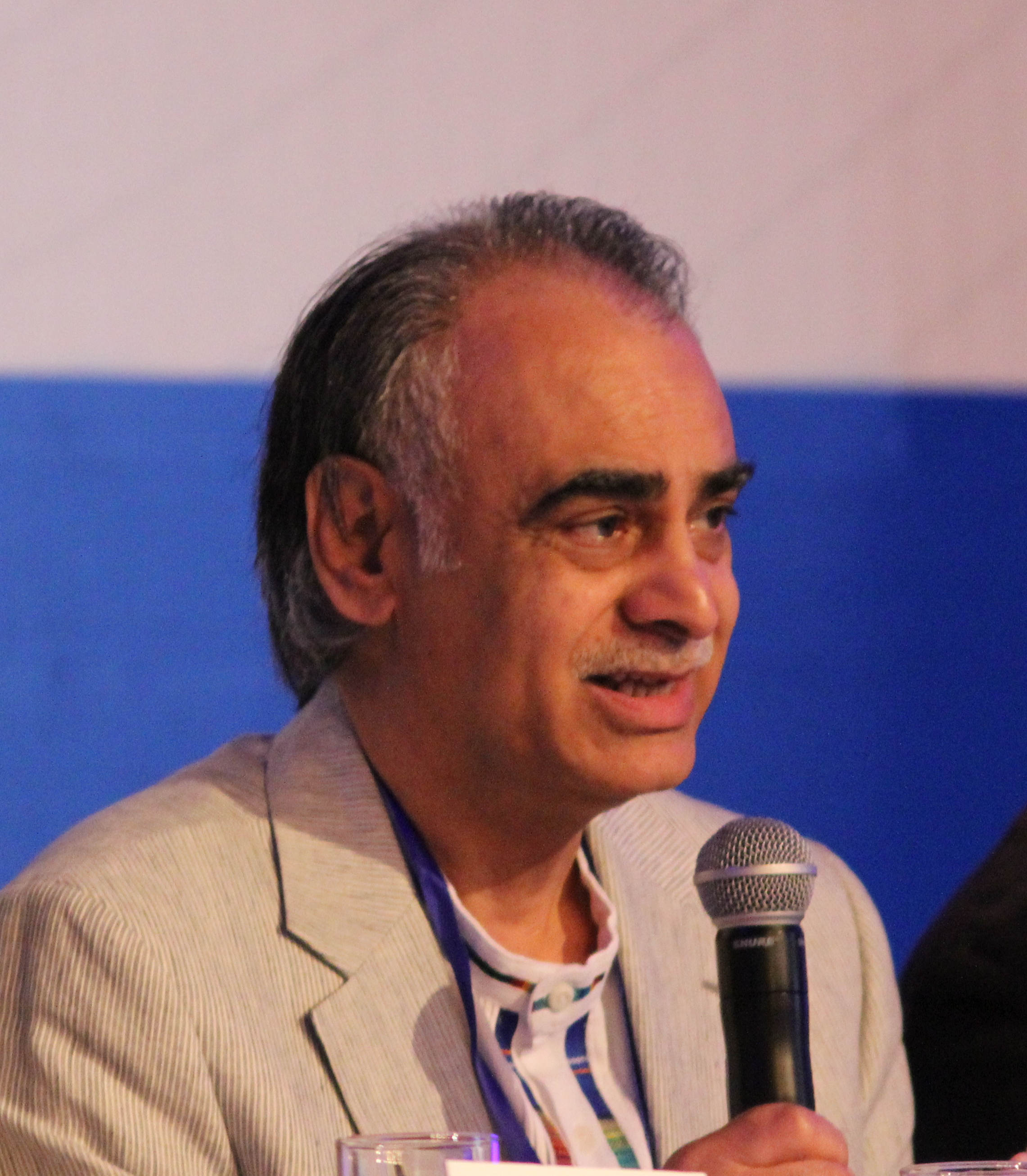
Ziauddin Sardar

Ziauddin Sardar (Dipalpur, Noord-Pakistan, 31 oktober 1951) is een van de meest vooraanstaande islamitische intellectuelen van Groot-Brittannië en publiceerde meer dan veertig boeken over wetenschap, religie en cultuur.
Als kleine jongen emigreerde Sardar naar Groot-Brittannië. Aldaar studeerde hij later natuurkunde en informatica aan de City University in Londen. In 1975 ontwikkelde hij in opdracht van het Hajj Research Centre van de King Abdul Aziz Universiteit in Djedda een simulatiemodel voor de bedevaart. Tevens werkte hij als journalist (onder andere voor Nature en New Scientist) als televisieverslaggever. Momenteel is Sardar redacteur van het tijdschrift Futures, publiceert hij regelmatig in de New Statesman en is hij als gastdocent Postcolonial Studies verbonden aan de City University in Londen.
In zijn boek Rescuing All Our Futures bekritiseert hij de eenzijdig westerse visie op de wereldontwikkeling en spoort hij de rest van de wereld aan om zich actief in te zetten voor een toekomst die rekening houdt met niet-westerse waarden.
In zijn autobiografische roman Het paradijs wanhopig gezocht beschrijft Sardar zijn zoektocht naar het ideaal van de islam. Nadat hij in Pakistan een ontmoeting had met Osama bin Laden begon Sardar steeds meer te twijfelen aan de kant-en-klare oplossingen van fundamentalisten die het heil verwachten van een islamitische staat gebaseerd op de sharia. "Het is tijd om de beginselen van de islam opnieuw te doordenken. Ik heb de veranderingen gezien. Zelfs bij de meest conservatieve denkers begint het licht te schijnen."

## Publicaties
- Het paradijs wanhopig gezocht, Byblos, 288 pp., 19,90 euro, ISBN 9058471136
- Why do people hate America?, (met Merryl Wyn Davies), Icon Books Ltd, 2003, 240 pp., ISBN 1840465255
- Introducing Islam, Icon Books Ltd Edition, 2004, 176 pp., ISBN 1840465824
- Barbaric Others - A Manifesto on Western Racism, (met Merryl Wyn Davies en Claude Alvarez), Pluto Press Ltd, 1993, 128 pp., ISBN 0745307434
- Rescuing All Our Futures - The Future of Futures Studies, 258 pages, ISBN 0275965597
- Postmodernism and the Other: New Imperialism of Western Culture, Pluto Press 1997